# Carl Eggers

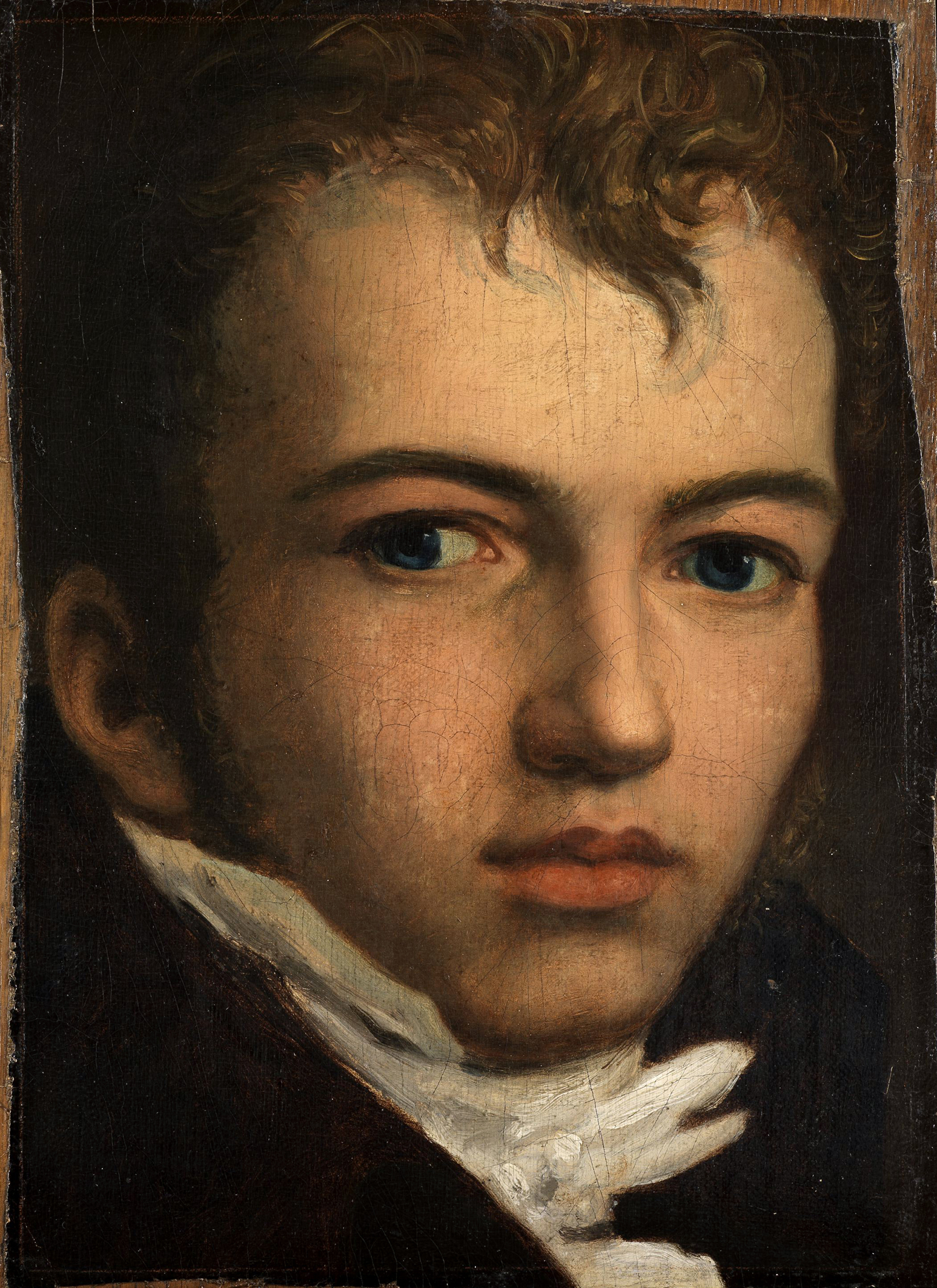
Carl Eggers, porträtterad av Friedrich Overbeck.

Carl Johann Adolf Eggers, född den 1 oktober 1787 i Neustrelitz, död där den 24 juli 1863, var en tysk historiemålare.
Eggers blev under sin vistelse i Rom en av förkämparna för återupplivandet av det monumentala freskomåleriet, vars teknik han noggrant studerade i de äldre konstverken. Under Cornelius ledning deltog han i utförandet av åtskilliga fresker (efter Schinkels utkast) i Berlins museum.